# Pristurus
Genre
Pristurus est un genre de geckos de la famille des Sphaerodactylidae.

## Répartition
Les 25 espèces de ce genre se rencontrent en Afrique et au Moyen-Orient, dans les pays frontaliers de la mer Rouge.

## Description
Ce sont des geckos qui supportent de larges variations de température, et que l'on rencontre au niveau de la mer et jusqu'à 2 000 m d'altitude (dans les montagnes du Nord d'Oman, pour les espèces Pristurus gasperetti et Pristurus celerrimus).

## Liste des espèces
Selon The Reptile Database (24 avril 2014) :
- Pristurus abdelkuri Arnold, 1986
- Pristurus adrarensis Geniez & Arnold, 2006
- Pristurus carteri (Gray, 1863)
- Pristurus celerrimus Arnold, 1977
- Pristurus collaris (Steindachner, 1867)
- Pristurus crucifer (Valenciennes, 1861)
- Pristurus flavipunctatus Rüppell, 1835
- Pristurus gallagheri Arnold, 1986
- Pristurus guichardi Arnold, 1986
- Pristurus insignis Blanford, 1881
- Pristurus insignoides Arnold, 1986
- Pristurus longipes Peters, 1871
- Pristurus mazbah Al-Safadi, 1989
- Pristurus minimus Arnold, 1977
- Pristurus obsti Rösler & Wranik, 1999
- Pristurus ornithocephalus Arnold, 1986
- Pristurus phillipsii Boulenger, 1895
- Pristurus popovi Arnold, 1982
- Pristurus rupestris Blanford, 1874
- Pristurus saada Arnold, 1986
- Pristurus samhaensis Rösler & Wranik, 1999
- Pristurus schneideri Rösler, Köhler & Böhme, 2008
- Pristurus simonettai (Lanza & Sassi, 1968)
- Pristurus sokotranus Parker, 1938
- Pristurus somalicus Parker, 1932

## Publication originale
- Rüppell, 1835 : Neue Wirbelthiere zu der Fauna von Abyssinien gehörig, entdeckt und beschrieben. Amphibien. S. Schmerber, Frankfurt am Main.